# Еран (Кантал)
Еран (фр. Ayrens) је насеље и општина у централној Француској у региону Оверња, у департману Кантал која припада префектури Оријак.
По подацима из 2011. године у општини је живело 551 становника, а густина насељености је износила 21,61 становника/km². Општина се простире на површини од 25,5 km². Налази се на средњој надморској висини од 620 метара (максималној 729 m, а минималној 517 m).

## Демографија
| 1962. | 1968. | 1975. | 1982. | 1990. | 1999. | 2011. |
| ----- | ----- | ----- | ----- | ----- | ----- | ----- |
| 497   | 505   | 444   | 544   | 545   | 494   | 551   |

График промене броја становника у току последњих година